# Међеђе Брдо
Међеђе Брдо је насељено мјесто у Босни и Херцеговини, у општини Кључ, које административно припада Федерацији Босне и Херцеговине. Према попису становништва из 2013. године, ово мјесто је без становника.

## Становништво
| Националност | 1991. | 1981. | 1971. | 1961. |
| Срби         | 73    | 140   | 191   |       |
| Југословени  |       | 6     |       |       |
| Укупно       | 73    | 146   | 191   | '     |

| Демографија | Демографија | Демографија |
| Година      | Становника  | Становника  |
| ----------- | ----------- | ----------- |
| 1971.       | 191         |             |
| 1981.       | 146         |             |
| 1991.       | 73          |             |